# Поздное
Поздное — село Грязновского сельского поселения Михайловского района Рязанской области России.

## Общие сведения

### География
В 2 км к востоку от села проходит Московская железная дорога участка Ожерелье — Павелец, ближайшая станция -Лужковская. По другую сторону железной дороги расположено село Грязное. В 34 км к северу находится город Михайлов, с которыми село соединено шоссе.
Село находится при прудах на ручье Хворощевка (или Хвощевка)

### Население
| 1858 | 1859 | 1885 | 1897 | 1906 | 1988 | 1996 |
| ---- | ---- | ---- | ---- | ---- | ---- | ---- |
| 450  | ↗484 | ↗736 | ↘712 | ↗821 | ↘125 | ↘74  |
| 2007 | 2010 |      |      |      |      |      |
| ↘70  | ↘49  |      |      |      |      |      |

### Климат
Климат умеренно континентальный, характеризующийся тёплым, но неустойчивым летом, умеренно-суровой и снежной зимой. Ветровой режим формируется под влиянием циркуляционных факторов климата и физико-географических особенностей местности. Атмосферные осадки определяются главным образом циклонической деятельностью и в течение года распределяются неравномерно.
Согласно статистике ближайшего крупного населённого пункта — г. Рязани, средняя температура января −7.0 °C (днём) / −13.7 °C (ночью), июля +24.2 °C (днём) / +13.9 °C (ночью).
Осадков около 553 мм в год, максимум летом.
Вегетационный период около 180 дней.

## История

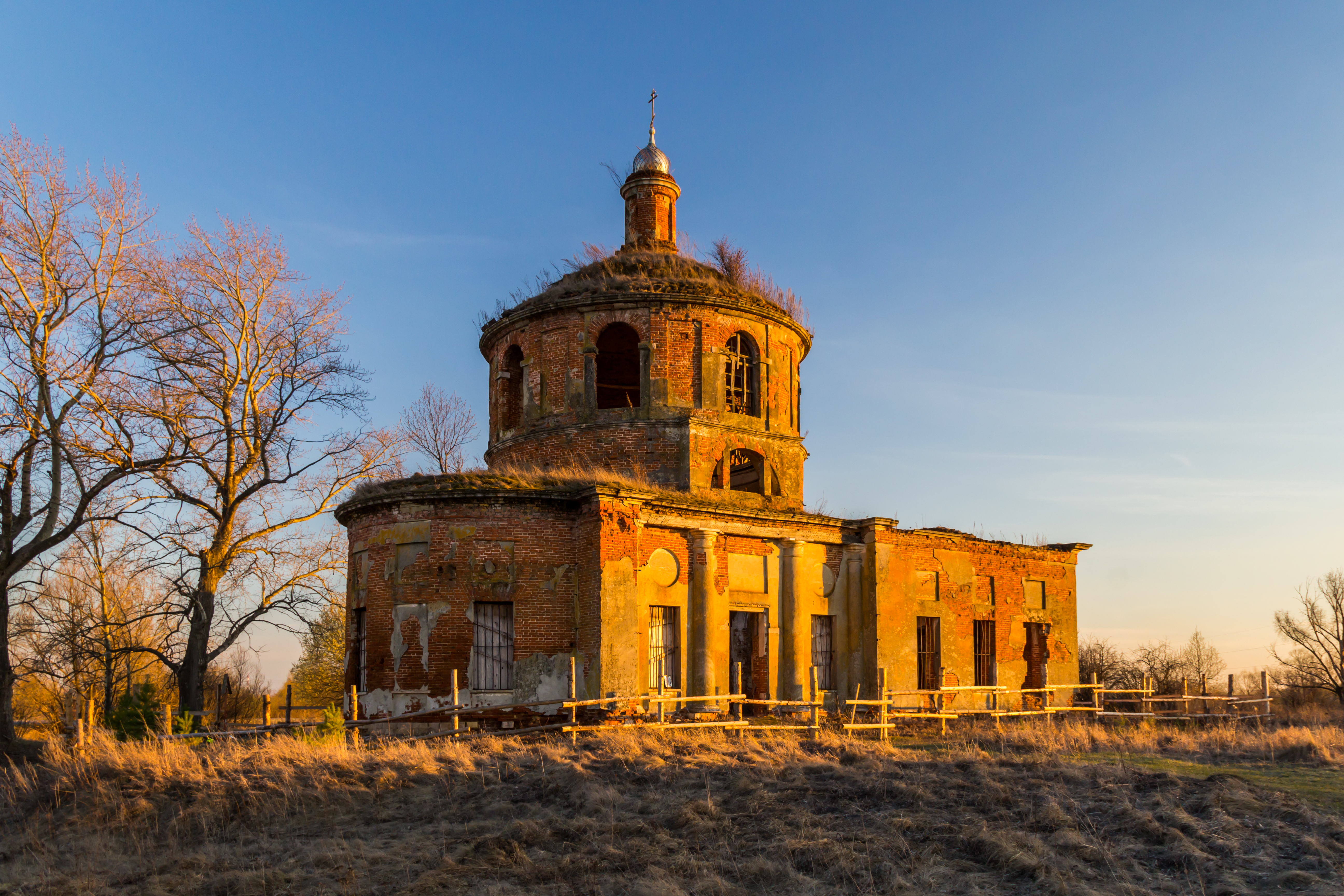
Преображенская церковь в Поздном

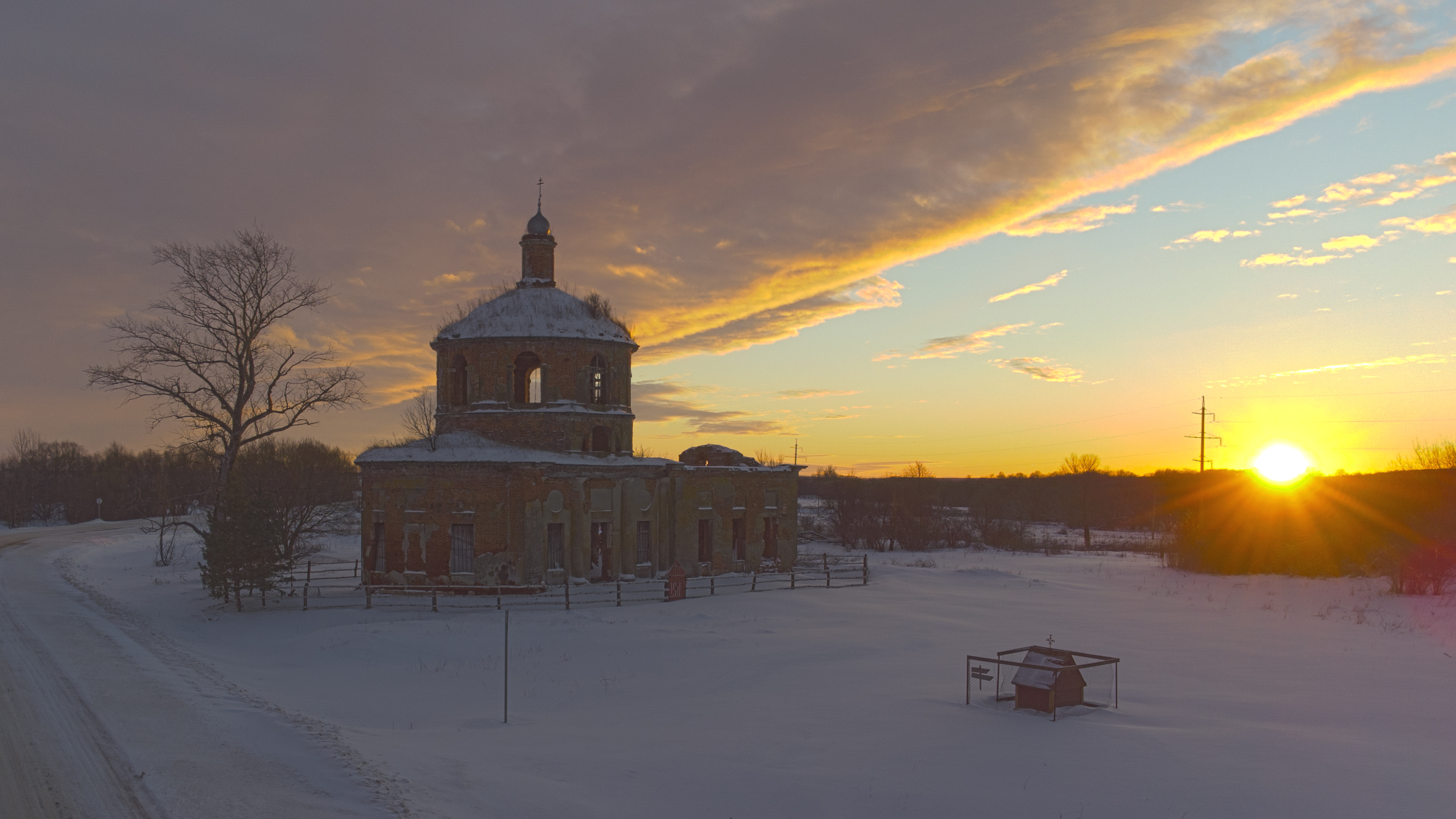
Преображенская церковь: Поздное, Михайловский район, Рязанская область

В 1594-1597 годов упоминается как сельцо.
В Рязанских писцовых книгах 1628/1629 годов упоминается как пустошь за сыном Матюкова и за Григорием Еунтроповым сыном Войниковым.
В окладных книгах 1676 года числится уже как село под названием Мергутово с Преображенской церковью.
В 1815 построена новая деревянная церковь с прежним храмонаименованием вместо ветхой.
В 1858 году крестьяне принадлежали Селезнёву.
Около 1870 года открыта церковно-приходская школа.
В 1885 году в Поздном были кабак, 137 плодовых деревьев, 5 колод пчёл, 3 пруда, 21 колодец с постоянной и хорошей водой.
В селе было 9 дворов с лошадью, 60 с коровой,45 безлошадных и 38 бескоровных.
На надельную душу приходилось 2,6 га земли, 6 дворов владели 19,1 га земли, кроме надельной.
Душевые наделы сдавались за подати.
Хлеб продавался на станции Клекотки.
Мужчины работали батраками или брали подесятинные заработки.
Отхожим промыслом занимались 57 мужчин и 14 женщин.
Большинство мужчин на лето уходили в Москву.
Семь человек работали извозчиками в Петербурге, 3 — дворниками, 4 — фабричными рабочими, 2 — пожарными и прочими.
Женщины были кухарками, горничными и домработницами в Москве.
На 1 января 1905 года в селе было 5 мясных лавок, базары по субботам и недельная Покровская ярмарка.
На начало 1988 года в Поздном: отделение совхоза «Возрождение», магазин, клуб, артезианская скважина, 17 колодцев.
Насчитывалось 210 голов крупного рогатого скота, в том числе 100 коров.

## Административное деление
В 1859 году в село относилось к 1-му стану Михайловского уезда.
В 1885 году Поздное относилось к Феняевской волости Михайловского уезда.

## Известные уроженцы
См. также Категория:Родившиеся в Поздном
- Варфоломей (Городцев) (1866—1956) — епископ Русской православной церкви, архиепископ и митрополит Новосибирский и Барнаульский.
- Городцов, Александр Дмитриевич (1857—1918) — российский оперный певец и общественный деятель.